# Stray Kids
Стреј Кидс (Корејски: 스트레이 키즈, енглески: Stray Kids) је јужнокорејска музичка група основана 2017. године под компанијом ЈУП кроз ријалити емисију са истим називом. Група се састоји од осам чланова: Бенг Чен, Ли Ноу, Чангбин, Хјунџин, Хан, Феликс, Сунгмин и Ај Ен. Иако је група у почетку имала девет чланова, октобра 2019. године члан Вуџин је напустио групу из личних разлога. Каријеру су започели пре дебитним албумом Мixtape који је изашао у јануару 2018. године, а званични деби су имали 25. марта 2018. године са песмом District 9 и деби албумом I Am Not.

## Назив групе
Име групе Стреј Кидс није смислила компанија ЈУП Ентертејмент, већ су га смислили сами чланови групе. Оригинално је име представљало идеју о изгубљеном детету које јури своје жеље и циљеве, али је име прерасло у могућност проналажења начина како да се буде другачији од осталих и излажења из стандардне музике.

## Историја

### 2017-2018 Формирање кроз ријалити емисију, деби и серијалI amалбума
У августу 2017. године ЈУП званично објављује информацију о настанку новог ријалитија који ће за циљ имати оснивање нове мушке групе. Више детаља је објављивано у наредна 2 месеца, укључујући и сам назив ријалитија Стреј Кидс. Пре премијере 17. октобра Стреј Кидс објављује спот за песму Hellеvator која ће касније бити објављена и као дигитални сингл. Два члана, Ли Ноу и Феликс су били елиминисани из групе током ријалитија, али су на крају свих девет чланова дебитовали заједно.
Упоредо са објаљивањем званичног сајта, ЈУП објављује информације о албуму групе под називом Mixtape. Албум се састојао од 7 песама у чијем су писању и продуцирању учествовали сами чланови групе. У овом албуму се нашао Hellevator као и друге песме које су изводили током ријалитија.
Стреј Кидс 6. марта 2017. године има званични деби са албумом I Am Not заједно са спотом за песму District 9, док су спот за песму Grow Up и перформанс видео за Mirror објављени 31. марта и 23. априла. I Am Not је дебитовао на четрвртом месту на Гауновој албум листи и продао преко 54.000 физичких копија албума у марту те године.
Стреј Кидс 14. априла учествује на Кеј Кону у Јапану 2018, што означава њихов први наступ изван Кореје од почетка каријере.
Други албум, I Am Who, избацују 6. августа заједно са спотом за песму My Pace.
Трећи албум I Am You, објављен је 22. октобра заједно са спотом са истоимену песму.

### 2019. година: Clé ера и Вуџинов одлазак
5. марта ЈУП Ентертејмент објављује информацију о изласку трећег албума који би требало да изаће 25. марта 2019. године у част годишњице постојања групе под називом Clé: Miroh. Са овим албумом група осваја прву победу 4. априла на M Countdown. 19. јуна група објављује њихов први специјални албум Clé: Yellow Wood заједно са главном песмом Side Effect.
Стреј Кидс објављује дигитални сингл Double Knot 9. октобра као и почетак турнеје District 9 Unlock World Tour. Први концерт је одржан у Олимпик Хаулу у Сеулу 23. и 24. новембра на којем је обављена и информација о изласку још једног албума Clé: Levanter који је требао да изађе 25. новембра. Међутим, 28. октобра, члан групе Вуџин објављује излазак из групе из личних разлога. Његово напуштање групе довело је до померања изласка албума за 9. децембар.
13. децембра група објављује спот за песму Astronaut, која је била прва песма Стреј Кидса са осам чланова.
Стреј Кидс одржава 19. децембра концерт под називом Hi Stay у Националној спортској дворани Јојоги у Јапану.

### 2020. година: Јапански деби албум,生ера и All In
Стреј Кидс објављује 24. јануара енглеску верзију песама Double Knot и Levanter као и перформанс наступ за Double Knot. Званичан јапански деби имају 18. марта са албумом SKZ2020. 3. јуна објављују први јапански сингл под називом Top са пратећом песмом Slump. Ови синглови су коришћени као уводне песме за аниме Tower of God. Корејска верзија песме је изашла 13. маја, док је енглеска изашла 20. маја.

17. јуна избацују први студијски албум под називом Go Live заједно са главном песмом God's Menu. Овај албум је постао њихов најбоље продавани албум. Продато је 243.462 копије албума, а сам албум се до краја месеца налазио на петом месту месечне Гаонове албум листе. Три месеца касније, 14. септембра, група избацује корекцију првог студијског албума, сада под називом In Life. Током промоције овог албума група осваја још две награде: једну на МCountdown, а другу на Show Champion. Промовисани сингл Back Door примећен је и од стране Tајм магазина и чак се нашао на осмом месту на њиховој листи најбољих песама у 2020. години, тиме је постала једина песма корејске групе која се нашла на овој листи.
4. новембра група објављује јапански албум All In на којем су се нашле јапанске верзије песама God's Menu и Back Door као и њихов први јапански сингл Top. 22. новембра група одржава њихов први онлајн концерт под називом Unlock: Go Live In Life преко Beyond Live апликације. Ова концерт се сматрао наставком њихове District 9: Unlock турнеје која је била одложена због пандемије корона вируса. Током концерта група је извела корејску верзију песме All In по први пут. Ова верзија песме ће касније изаћи као дигитални сингл. 

### 2021. година: Kingdom: Legendary War, Noeasy и Christmas EveL
На додели Мнет награда 2020. године објављено је да ће се Стреј Кидс придружити групама Ејтиз и Д Бојс у новом ријалитију Kingdom: Legendary War, која је наставак популарног серијала Road to Kingdom. Касније су потврђени да ће поред њих учествовати још и групе БтоБ, СФ9 и Ајкон. 28. маја група је објављила песму за финале ријалитија под називом Wolfgang. Ова песма ће им донети први излазак на Гауновој листи дигиталних синглова на којем се нашла на 138. месту. Група је победила у овом ријалитију и том приликом освојила специјалну емисију током њиховог следећег повратка под називом Kingdom Week. 
Стреј Кидс су изненадили фанове 26. јуна избацивши том приликом њихов трећи mixtape пројекат под називом Mixtape: Oh. Песма је дебитовала на првом месту Билбордове светске листе продаје дигиталних песама. Група је 23. августа објавила други студијски албум под називом Noeasy. Албум је дебитовао на првом месту Гаунове листе албума продавши преко 1.1 милиона копија албума до августа 2021. године што их је направило првим извођачима у ЈУП Ентертејменту који су продали више од милион копија албума. Промовисана песма Thunderous нашла се на 33. месту на Гауновој листи дигиталних песама, на 80. месту Билбордове Глобалних 200, али је и освојила 6 награда на музичким програмима. Спот за ову песму је у 55 дана сабрао 100 милиона прегледа, начинивши ово њиховим петим спотом који је успео да сакупи преко 100 милиона прегледа. 
Група је објавила њихов други јапански сингл под називом Scars/ Thunderous (Japanese ver.) 13. октобра. Сингл се нашао на другом месту Ориконове листе дигиталних синглова и на Билбордовој Јапан 100 песама, продавши преко 180.000 физичких копија. Под божићном темом избацили су посебан албум 29. новембра под називом Christmas EveL. Као промовисана и главна песма за овај албум нашла се песма Winter Falls.

## Чланови
Вуџин, сада бивши члан, 28. октобра 2019. године напустио је групу због личних разлога. Члан групе Хјунџин био је на паузи у периоду између фебруара и јула 2021. године, због наводних оптужби о малтретирању.
Тренутни чланови:
- Бенг Чен - вођа, вокалиста, репер, плесач, продуцент
- Ли Ноу - плесач, вокалиста
- Чангбин - репер, продуцент
- Хјунџин - плесач, репер
- Хан - репер, вокалиста, продуцент
- Феликс - плесач, репер
- Сунгмин - вокалиста
- Ај Ен - вокалиста

Бивши члан:
- Вуџин - вокалиста (2017—2019)